# Núcula

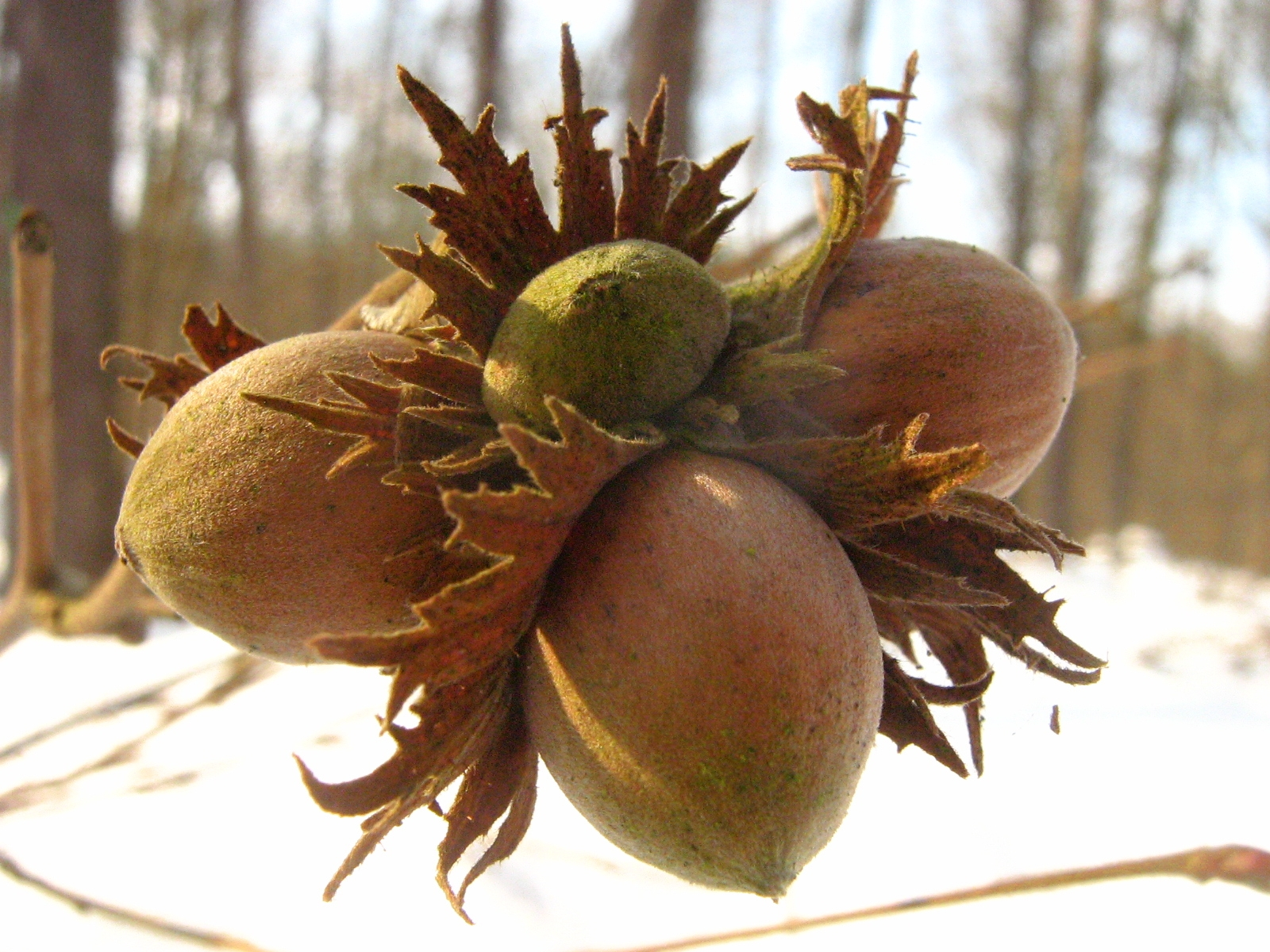
Avelãs, uma núcula.

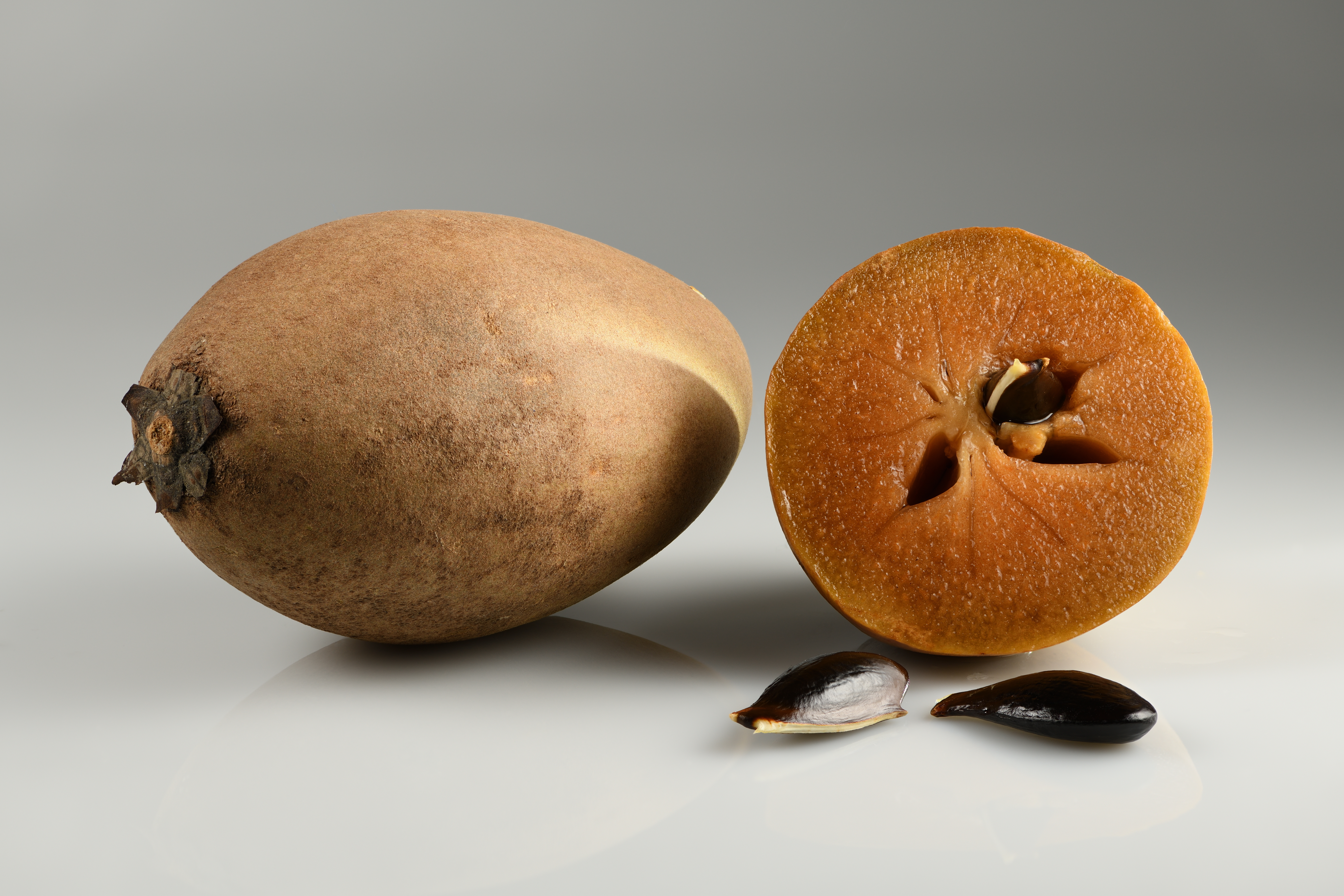
O sapoti é um nuculânio.

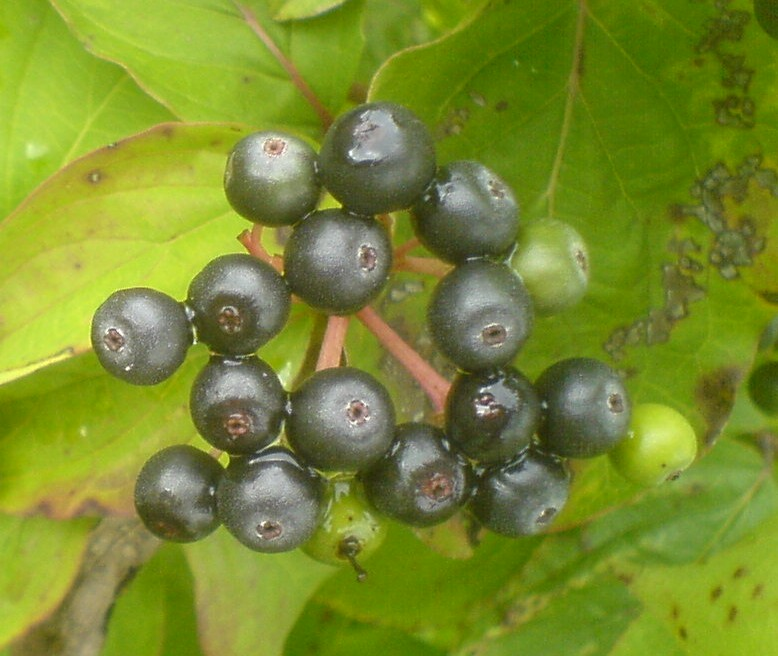
Frutos de Cornus sanguinea.

Núcula  (do latim: nucùla, "pequena noz") ou clusa, é um tipo de fruto seco indeiscente, isto é que não se abre espontâneamente ao amadurecer, geralmente unilocular e monospérmico. A núcula distingue-se dos frutos do tipo noz pelo seu menor tamanho. Quando polispérmicos, formando uma drupa com mais de um carpelo, isto é, com vários caroços, um por carpelo, os frutos deste tipo são designados por nuculânios.

## Descrição
A núcula é um tipo de fruto indeiscente, geralmente unilocular e monospérmico, isto é contendo uma única semente, embora também possa ser polispérmico quando tenha origem num ovário dotado de vários carpelos dos quais só matura um ou quando proceda da divisão longitudinal da folha carpelar de um gineceu sincárpico em duas ou mais partes.
São núculas ou clusas os aquénios das labiadas e boragináceas, a bolota (fruto de carvalhos e azinheiras) ou a avelã (fruto da avelaneira).
Numa aplicação alargada do termo «núcula» a variante «nuculânio», no sentido de uma drupa com mais de um carpelo, isto é, com vários caroços, um por carpelo, é por vezes aplicada às drupas pluricarpelares com epicarpo e mesocarpo carnudos, suculentos, coreáceos ou, incluso, fibrosos e com endocarpo lenhoso e endurecido, com uma ou mais sementes. Nesta acepção, a designação de «nuculânio» pode ser aplicada aos tipos de fruto comummente designados por pomos (como as maçãs). Os frutos dos géneros Rhamnus e Cornus são exemplos de nuculânios.
A designação «núcula» é também, embora raramente, utilizada como sinónimo antiquado de oogónio nas algas carofíceas.
O figo (fruto da Ficus carica) é um sicónio cujas pepitas, semelhantes a sementes, são na realidade cada uma delas uma núcula.